# Waldemar Petersen (Pfarrer)
Claus Lave Waldemar Petersen (* 22. Juni 1850 in Norderbrarup, Schleswig; † 19. Januar 1940 in Darmstadt) war ein deutscher evangelischer Geistlicher und Superintendent in Hessen.

## Leben
Waldemar Petersen wurde als zweitältester Sohn des Kaufmanns Matthäus Petersen (1816–1862) und dessen Ehefrau Juliane Bude in Norderbrarup im damals noch dänischen Herzogtum Schleswig geboren. Nach dem frühen Tod des Vaters versuchte die Mutter die Familie als „Hauben- und Handschuhnäherin sowie Wäscherin“ durchs Leben zu bringen. 
Waldemar Petersen erhielt mit 17 Jahren ein Stipendium, wodurch er die Möglichkeit hatte, ein Knabeninternat in Altona zu besuchen. Die dortige Schule war mit einer evangelischen Präparandenanstalt verbunden, die auf das Universitätsstudium vorbereitete. Petersen schloss die Präparandenanstalt im August 1871 erfolgreich mit dem Reifezeugnis ab und begann zum Wintersemester 1871/72 das Studium der Evangelischen Theologie an der Universität Kiel. Nach drei Semestern wechselte er an die Universität Jena. Nach Abschluss des Studiums 1875 wurde er auf Empfehlung von Otto Pfleiderer Erzieher der Familie des Herzogs von Sonderburg-Glücksburg, des späteren Königs Friedrich VIII. Hier lernte er dessen Bruder Georg kennen, der seit 1863 König von Griechenland war. Bereits Ende 1875 nahm Petersen dessen Angebot an, nach Athen zu kommen. Im Spätherbst 1876 heiratete Waldemar Petersen seine Jugendliebe Theodore Saggau (1855–1925) und reiste mit ihr nach Athen. In Athen wurden dem Paar die Kinder Elisabeth (1877–1955), Waldemar, Theodor (1884–1961), Hans und Wilhelm geboren.
In den folgenden 15 Jahren war Waldemar Petersen am Hof des „Königs der Hellenen“ als Oberhofprediger, Bibliothekar und Lehrer der acht Königskinder tätig. Seine Erlebnisse in Griechenland fasste er 1914 und 1915 in zwei Schriften zusammen.
Im Herbst 1891 kehrte die Familie nach Deutschland zurück. Zunächst nahm Petersen eine Pfarrstelle der Landpfarrei in Mainz an. Bereits im Jahr darauf wechselte er auf die Stelle eines Stadtpfarrers in Darmstadt. Dieses Amt übte er zehn Jahre aus.
Petersen stieg in der Hierarchie der evangelischen Kirche der Evangelischen Landeskirche in Hessen des Großherzogtum Hessen rasch auf. 1902 wurde er durch Großherzog Ernst Ludwig zum Superintendenten ernannt. Bereits 1904 erhielt er von der Theologischen Fakultät der Universität Gießen auf Antrag von Paul Drews den Ehrendoktortitel aufgrund seiner hohen Stellung in der evangelischen Kirche und seiner vielfältigen Verdienste. 1909 erfolgte die Ernennung zum Geheimen Oberkonsistorialrat.
Am 1. Oktober 1925 trat Petersen in den Ruhestand. Nachdem seine Frau im Juni 1925 an Herzversagen verstorben war, hatte er sich nahezu vollständig ins Privatleben zurückgezogen.
Waldemar Petersen starb im Januar 1940 im Alter von 89 Jahren in Darmstadt.

## Ehrungen
- 1903: Erlaubnis zur Annahme und zum Tragen des ihm vom griechischen König verliehenen Komturkreuzes des Erlöser-Ordens
- 1904: Verleihung der Ehrendoktorwürde der Universität Gießen.
- 1912: Verleihung des Ehrenkreuzes des Verdienstordens Philipps des Großmütigen.

## Veröffentlichungen
- Griechische Reisen und Sommerfrischen. Gießen 1914.
- Unsere griechischen Sommerfrischen. Gießen 1915.